# Vladimirs Žavoronkovs
Vladimirs Žavoronkovs (in russo Владимир Жаворонков?; Daugavpils, 25 novembre 1976) è un ex calciatore e allenatore di calcio lettone, di ruolo difensore.

## Carriera

### Giocatore

#### Club
Cresciuto nelle giovanili del Celtnieks Daugavpils, ha esordito nella Virslīga 1994 quando il club era noto col nome di Auseklis. Al fallimento del club ha firmato per il Vilan-D, nuovo club di Daugavpils, noto dal 1996 come Dinaburg, rimanendovi fino al 1998. Il 18 luglio 1996 ha esordito nelle Coppe europee: ha disputato l'andata del primo turno di Coppa UEFA 1996-1997 contro il Barry Town, entrando in campo nel secondo tempo.
Nel 1999 si è trasferito al Ventspils, club con cui in sette stagioni ha vinto tre coppe di Lettonia; la prima fu vinta il 28 settembre 203, in finale contro lo Skonto, gara in cui Žavoronkovs fu titolare. Nel 2006 passò allo Skonto dove rimase per una sola stagione in cui totalizzò quindici presenze in campionato.
Cominciò la stagione 2007 al Jūrmala, per poi trasferirsi a luglio al Rīga, in cui rimase fino al 2008. Nel 2009 tornò al Dinaburg, ma già a luglio si trasferì in Lituania vestendo la maglia del Tauras. Il 16 agosto 2009 debuttò nella A lyga giocando titolare la gara della diciottesima giornata contro l'Ekranas; il 18 ottobre dello stesso anno segnò la sua prima rete nella gara contro il LKKA ir Teledema, realizzando infine una doppietta.
Rimasto senza squadra a termine della stagione 2010, trovò ingaggio col Daugava (altro club di Daugavpils) a metà 2011: con tale squadra giocò appena tre partite di campionato. Nel 2012 scese quindi in 1. Līga vestendo la maglia dell'Augšdaugavas NSS, con cui conquistò il secondo posto finale che consentì al club l'approdo in Virslīga.

### Nazionale
Tra il 2004 e il 2005 Žavoronkovs ha totalizzato 10 presenze in nazionale, senza reti all'attivo. Ha esordito il 21 febbraio 2004 nella gara contro la Bielorussia, subentrando a Vladimirs Koļesņičenko ad un quarto d'ora dalla fine. Fu schierato per la prima volta titolare dal selezionatore Jurijs Andrejevs il 3 dicembre 2004 nella gara contro il Bahrein.

### Allenatore
È tecnico delle giovanili del BFC Daugavpils.

## Statistiche

### Cronologia presenze e reti in Nazionale
| Cronologia completa delle presenze e delle reti in nazionale ― Lettonia | Cronologia completa delle presenze e delle reti in nazionale ― Lettonia | Cronologia completa delle presenze e delle reti in nazionale ― Lettonia | Cronologia completa delle presenze e delle reti in nazionale ― Lettonia | Cronologia completa delle presenze e delle reti in nazionale ― Lettonia | Cronologia completa delle presenze e delle reti in nazionale ― Lettonia | Cronologia completa delle presenze e delle reti in nazionale ― Lettonia | Cronologia completa delle presenze e delle reti in nazionale ― Lettonia |
| Data                                                                    | Città                                                                   | In casa                                                                 | Risultato                                                               | Ospiti                                                                  | Competizione                                                            | Reti                                                                    | Note                                                                    |
| ----------------------------------------------------------------------- | ----------------------------------------------------------------------- | ----------------------------------------------------------------------- | ----------------------------------------------------------------------- | ----------------------------------------------------------------------- | ----------------------------------------------------------------------- | ----------------------------------------------------------------------- | ----------------------------------------------------------------------- |
| 21-2-2004                                                               | Larnaca                                                                 | Lettonia                                                                | 1 – 4                                                                   | Bielorussia                                                             | Torneo Internazionale di Cipro                                          | -                                                                       | 74’                                                                     |
| 1-12-2004                                                               | Riffa                                                                   | Oman                                                                    | 3 – 2                                                                   | Lettonia                                                                | Coppa del Primo Ministro                                                | -                                                                       | 1’                                                                      |
| 3-12-2004                                                               | Riffa                                                                   | Bahrein                                                                 | 2 – 2                                                                   | Lettonia                                                                | Coppa del Primo Ministro                                                | -                                                                       |                                                                         |
| 8-2-2005                                                                | Nicosia                                                                 | Finlandia                                                               | 2 – 1                                                                   | Lettonia                                                                | Torneo Internazionale di Cipro                                          | -                                                                       | 75’                                                                     |
| 9-2-2005                                                                | Limassol                                                                | Austria                                                                 | 1 – 1                                                                   | Lettonia                                                                | Torneo Internazionale di Cipro                                          | -                                                                       |                                                                         |
| 30-3-2005                                                               | Riga                                                                    | Lettonia                                                                | 4 – 0                                                                   | Lussemburgo                                                             | Qual. Mondiali 2006                                                     | -                                                                       | 39’                                                                     |
| 21-5-2005                                                               | Kaunas                                                                  | Lituania                                                                | 2 – 0                                                                   | Lettonia                                                                | Coppa del Baltico 2005                                                  | -                                                                       | 46’                                                                     |
| 4-6-2005                                                                | San Pietroburgo                                                         | Russia                                                                  | 2 – 0                                                                   | Lettonia                                                                | Qual. Mondiali 2006                                                     | -                                                                       | 85’                                                                     |
| 8-6-2005                                                                | Riga                                                                    | Lettonia                                                                | 1 – 0                                                                   | Liechtenstein                                                           | Qual. Mondiali 2006                                                     | -                                                                       |                                                                         |
| 7-9-2005                                                                | Riga                                                                    | Lettonia                                                                | 1 – 1                                                                   | Slovacchia                                                              | Qual. Mondiali 2006                                                     | -                                                                       | 24’ 85’                                                                 |
| Totale                                                                  |                                                                         | Presenze                                                                | 10                                                                      |                                                                         | Reti                                                                    | 0                                                                       |                                                                         |

## Palmarès

### Club
- Coppa di Lettonia: 3

Ventspils: 2003, 2004, 2005